# Xanthodes graellsii
Xanthodes graellsii is een vlinder uit de familie visstaartjes (Nolidae). De wetenschappelijke naam van deze soort is voor het eerst geldig gepubliceerd in 1837 door Feisthamel.
De soort komt voor in tropisch Afrika.